# Donald Grady
Donald Grady  (* 11. Juni 1951 in Edmonton) ist ein ehemaliger kanadischer Skispringer.

## Werdegang
Grady, dessen Bruder Richard ebenfalls als Skispringer aktiv war, gab sein internationales Debüt bei der Vierschanzentournee 1975/76. Beim Auftaktspringen auf der Schattenbergschanze in Oberstdorf erreichte er jedoch nur einen schwachen 77. Platz. Nachdem er in Garmisch-Partenkirchen und auch in Bischofshofen nicht unter die besten 80 sprang, beendete er die Tournee auf einem enttäuschenden 87. Platz der Gesamtwertung, womit er aber noch vier Plätze vor seinem Bruder lag.
Bei den Olympischen Winterspielen 1976 in Innsbruck landete Grady von der Normalschanze deutlich hinter seinem Bruder auf Rang 55. Von der Großschanze konnte er sich ebenfalls nicht gegen seinen Bruder durchsetzen und landete zwei Plätze hinter diesem auf Rang 48.

## Erfolge

### Vierschanzentournee-Platzierungen
| Saison  | Platz | Punkte |
| ------- | ----- | ------ |
| 1975/76 | 87.   | 392,0  |